# 反間計
反間計（はんかんけい）は兵法三十六計の第三十三計にあたる戦術。
敵の間者（スパイ）や内通者を利用する計略を言う。すなわち、敵の間者に偽情報が流れるように工作して、その結果、敵内部の離間や粛清を図ったり、敵に我の望む行動をとらせるよう仕向ける。敵の間者を直接に脅迫ないし買収して、いわゆる二重スパイとすることも含む。
中国戦国時代で最高の名将といわれる燕の楽毅は、大陸最強の超大国・斉に攻め入って瞬く間に七十余城を攻め落とし、残るは即墨と莒の二都市のみとなったが、即墨には田単が、莒には襄王が篭って固く守っていたのでなかなか攻め落とせなかった。そうしている間に、燕本国では昭王が亡くなり、代わって恵王が即位したが、恵王は太子の頃から楽毅と仲が悪かった。このことに目を付けた田単は、斉に潜り込んでいた燕の間者を利用して「楽毅がわずか二城をいつまでも攻め落とせないのは、そのことを理由に斉に留まって民衆を手懐け、燕から独立して斉王となる野心があるからだ」という情報が恵王に伝わるように仕組んだ。それを聞いた恵王はさもありなんと納得し、騎劫を送って楽毅を本国に呼び戻した。帰国すれば殺されることが確実である楽毅は趙へと亡命し、名将楽毅を失った燕軍は田単率いる斉軍に負けつづけ、ついに斉の七十余城を全て奪回されてしまった。
このように、敵の間者を逆用して敵の内部を混乱させ戦力を殺ぐ離間策は反間計の例である。

## 反間計の主な例

### 史実
- 大粛清#トゥハチェフスキー粛清の謎、ミハイル・トゥハチェフスキー#粛清、ラインハルト・ハイドリヒ#赤軍大粛清